# Herbie Lewis
Pour les articles homonymes, voir Lewis.
Herbie Lewis, né le 17 février 1941 et mort le 18 mai 2007, est un bassiste de jazz américain de style hard bop.

## Biographie
Il a joué ou enregistré avec de nombreux musiciens de jazz dont Cannonball Adderley, Bobby Hutcherson, Freddie Hubbard, Harold Land, Jackie McLean, Archie Shepp et McCoy Tyner.